# Operacija Neretva '93
Operacija Neretva '93. bila je vojna operacija Armije RBiH i mudžahedina protiv HVO-a.

## Ciljevi
Armija RBiH planirala je ovladati dolinom Neretve i izbiti na Jadransko more. Sprovedena je na vrhuncu bošnjačko-hrvatskog sukoba, od jeseni 1993. godine sve do proljeća 1994. godine. 

## Metode
Pri tome su računali na Muslimane u HVO-u kao infiltrirani element u hrvatskim redovima koji će se aktivirati. Pokušali su po oprobanoj metodi koja im je nekoliko mjeseci prije uspjela u Mostaru i još nekim gradovima. Oružjem koje su dobili od HVO-a pokušali su po planu muslimanskog nacionalnog vodstva napasti s leđa ili na spavanju svoje suborce Hrvate, zauzeti tako Stolac, ovladati dolinom Neretve i osigurati izlazak na more.

## Savezništva
Operaciju su Muslimani-Bošnjaci poduzeli koordinirano sa srpskom paradržavom na okupiranim prostorima Republike Hrvatske i s Republikom Srpskom. 
Službeni nadnevak početka naknadno je lažiran i pomaknut za nekoliko dana poslije, zbog muslimansko-bošnjačkih ratnih zločina počinjenih nad Hrvatima a na prostoru te akcije koji su inkriminirali muslimansko-bošnjačko državno i vojno vodstvo. Napadom na Vrde 4. rujna je u stvari počela ostvarenje plana operacije “Neretva 93“. Lažni nadnevak iz pisma Sefera Halilovića Aliji Izetbegoviću 1995. gdje je rekao da je to počelo 12. rujna, poslužio mu je da bi otklonili od sebe odgovornost za zločin u Grabovici, gdje su muslimanske snage 9. rujna počinile pokolj Hrvata.
Kolovoz i rujan 1993. bili su ključni za daljnji tijek rata. Srpska je vojska u Medačkom džepu planirala napad i okupaciju Gospića (9.9.1993.), a Armija Bosne i Hercegovine u isto je vrijeme planirala operacijom Neretva-93 preko Mostara dolinom Neretve stići do mora 9.9.1993, dakle na isti dan u isti sat!
Hrvatska je vojska zahvaljujući svojim obavještajnim službama (prije svega Središnjici elektroničkog izviđanja) izbjegla taj smrtonosni udarac hrvatskoj državi, ponajprije pokretanjem operacije u medačkom džepu – samo dva sata prije početka planiranog srpskog napada. Bila je to jedna od najslavnijih epizoda u Domovinskom ratu. Zahvaljujući operaciji 'Džep-93' i uspješnoj hrvatskoj obrani Mostara Hrvatska će iz rata izaći kao pobjednik. No stvari su mogle završiti i drugačije. Dok Hrvatska pruža tada gostoprimstvo za 160 tisuća muslimanskih izbjeglica iz Bosne i Hercegovine tijekom srpnja 1993., Izetbegovićeva Armija BiH okupirala je Bugojno, a s cijelog teritorija bugojanske općine počinje egzodus oko 13 tisuća hrvatskih civila. Armija BiH, provodeći politiku muslimanskog vodstva, nastavlja agresiju i 28. srpnja 1993. pripadnici 44. brdske brigade IV. korpusa Armije BiH, potpomognuti muslimanima iz okolnih sela opkoljavaju Doljane, ubijaju devet civila i 33 pripadnika HVO-a, a u logor odvede 185 Hrvata. Nakon toga diverzanti 303. i 314. brigade III. korpusa Armije BiH 16. kolovoza 1993. u selu Kiseljak, istočno od Žepča, ubijaju 43 Hrvata.
Na valu te muslimanske ofenzive 'od Bugojna do Mostara' muslimanski vojni vrh 21. i 22. kolovoza 1993. u Zenici planira operaciju 'Neretva 93'. U toj operaciji ABiH planira zauzimanje sela Vrdi (koje je bilo ključno za hrvatsku obranu Mostara), 'deblokadu' Mostara, deblokadu Donje i Gornje Drežnice, deblokadu puta Jablanica – Mostar. Za tu operaciju iz okruženog Sarajeva u područje Mostara dolaze pojačanja iz sastava 1. korpusa kako bi se ostvarila dodatna nadmoć nad hrvatskom obranom. Već 6. rujna 1993. počinju žestoki napadi na HVO oko sela Vrda.
Da su položaji oko Vrda u tom napadu pali, obrana zapadnog Mostara bila bi gotovo nemoguća. Vojnici Hrvatskog Vijeća Obrane (HVO) uspješno su zaustavili ovaj napad te tako obranili svoje položaje i hrvatsko stanovništvo u Mostaru, no nisu uspjeli spasiti mještane sela Grabovica u kojem je Armija BiH 9. rujna 1993. ubila 32 Hrvata, niti stanovnike sela Uzdol (Općina Prozor-Rama) 14. rujna 1993. kada je Armija BiH ubila 41 Hrvata (29 civila i 12 vojnika HVO). Mnogi Hrvati u Hrvatskoj nisu ni danas svjesni koliku je cijenu hrvatski narod u Bosni i Hercegovini platio za svoju i našu slobodu, osiguravajući Hrvatskoj te 1993. životno važan vojni predah.
Od ožujka do rujna 1993. tzv. Srpska Vojska Krajine pokušavala je vratiti položaje koje je Hrvatska vojska pomalo osvajala nastojeći izboriti povoljniji taktički položaj. Srpska vojska svakodnevno je topničkim i minobacačkim napadima na gradove i sela nastojala skršiti moral hrvatskog naroda, a ubacivanjem izviđačkih i diverzantskih skupina u našu pozadinu poljuljati moral Hrvatske vojske.
Vlade tzv. 'Republike Srpske Krajine' i 'Republike Srpske' sastale su se u Kninu 19. srpnja 1993. na zajedničkoj sjednici. Prva točka dnevnog reda bila je ujedinjenje. Ministar obrane tzv. 'Republike Srpske' Dušan Kovačević u nekoliko rečenica opisuje srpske ciljeve: 'Mišljenja sam da je sad vrijeme da Srbi ostvare svoj cilj, jer ono više nikad neće doći ako to sada ne odradimo. Moramo raditi vrlo brzo ne gledajući šta će svijet reći. Narod nam je na referendumima dao zadatak i ne smijemo ga iznevjeriti. Trebamo odrediti vrhovnu komandu i tko ulazi u nju, zatim osnove organizacijsko-formacijskog sastava jedinstvene vojske. Po meni, trebao bi to biti generalštab, vojno-teritorijalna podjela u vojnom pogledu. Iza toga napraviti projekciju jedinstvenih zadataka iz oblasti ministarstva odbrane...'
Da bi izgradilo sustav totalne obrane, vodstvo tzv. 'Republike Srpske Krajine' u obrambene aktivnosti uključilo je ukupno sposobno civilno stanovništvo. Tako su naoružavani čak i muškarci stariji od 60 i žene starije od 50 godina, koji prema 'Zakonu o odbrani Krajine (čl. 21)' više nisu podlijegali vojnoj obvezi i nisu imali vojni raspored. 'Građani uključeni u straže, ophodnje i jedinice civilne odbrane naoružavaju se lakim ličnim oružjem', pisalo je u direktivi. Nadalje, general Novaković, načelnik glavnog štaba srpske vojske, 18.8. 1993. objedinit će sve paravojne i dobrovoljačke postrojbe pod jedinstvenu vojnu komandu. Tako organiziran i naoružan narod dočekat će hrvatsku vojsku u Medačkom džepu. Sudbinu Hrvatske tih dana 1993. krojio je 'Vrhovni savet odbrane SR Jugoslavije'. Vidjet ćemo da je operacija 'Džep-93' bila nepredviđeni kamen u srpskoj fašističkoj čizmi koji je spriječio njezino nesmetano marširanje prema novom lomljenju hrvatskog državnog teritorija. Savezna Republika Jugoslavija (SRJ) stvorena je 27. travnja 1992. odlukom Saveznog vijeća SFRJ, kao zajednička država Srbije i Crne Gore. Članovi Vrhovnog savjeta obrane bili su predsjednici Srbije, Crne Gore, Savezne Republike Jugoslavije te nekoliko visokih vojnih i civilnih dužnosnika.
Po tadašnjem Ustavu SRJ, Vrhovni savet odbrane (VSO) imao je potpuno zapovjedništvo nad vojskom u ratu i u miru. 'Svi oficiri, ili skoro svi od ranga brigade u Srpskoj vojsci Krajine bili su aktivni oficiri Vojske Jugoslavije koji su ostali u Krajini po rešenju personalne uprave Generalštaba VJ. Primali su plate od VJ, unapređivani su u odgovarajuće činove, priznavan im je dupli – ratni staž...' svjedočio je poslije u Haagu bivši dužnosnik tzv. 'RSK' Milan Babić. Načelnik generalštaba Vojske Jugoslavije jednom je mjesečno, pa i te 1993., održavao sastanak sa zapovjednicima tzv. Srpske Vojske Krajine i Vojske Republike Srpske. Planovi su bili razrađeni, snage raspoređene...
Nakon sastanka Vrhovnog savjeta obrane, početkom kolovoza 1993. 'ministar inostranih poslova Republike Srpske Krajine' Slobodan Jarčević 10.8.1993. iz Beograda šalje tajni dokument klasificiran najvećim stupnjem tajnosti (DRŽAVNA TAJNA) 'vladama' u Kninu i Banjoj Luci u kojem se obrazlaže stav VSO Jugoslavije o 'izboru trenutnih ratnih ciljeva u RSK i RS'. Ovako srpska vodstva vide situaciju na ratištu samo trideset dana prije početka hrvatske oslobodilačke operacije 'Džep-93' (zbog važnosti objavljujemo taj cijeli dokument preveden na hrvatski):
'Rat traje već treću godinu. Mnogo toga danas je jasnije nego 1991. i 1992. Svijet se navikava na državnost Srba zapadno od Drine. Savezništvo Muslimana i Hrvata više nije moguće obnoviti. Muslimani nemaju koridor sa svijetom. Očigledno je da im je cilj izlazak na more, u širem pojasu od onog koji im se nudi. Uzgred, žele zauzeti Mostar i zavladati dolinom Neretve. Ako im to uspije, zadat će Hrvatskoj smrtni udarac. To bi, ujedno, skinulo Srbima s leđa najopasnijeg neprijatelja. Zato, trebalo bi Muslimanima pomoći da ostvare ovu stratešku zamisao. Hrvatsku tvrdoglavost i napad na RSK iskoristiti i vezati im što više jedinica na ratištima oko Maslenice, Gospića, Drniša i na Peruči. U znak solidarnosti, RS mogla bi oživjeti bojišta oko Grahova, Glamoča i Kupresa. Muslimani bi tada lako slomili posljednju crtu obrane Hrvata u Bosni na pravcu Gornji Vakuf – Konjic i ugrozili hrvatske položaje oko Trebinja. Time bi srpski Hercegovački korpus mogao osloboditi srpske dijelove Hercegovine doći do granica avnojske Hrvatske...'
Jarčević u dokumentu nastavlja: 'Izlaskom Muslimana na Jadran, svi Hrvati, južno od Neretve, potražili bi spas u bježanju prema Crnoj Gori ili bi zatražili zaštitu srpske vojske. Tada bi srpska vojska zaustavila muslimansko širenje obalom ostavila im do 50 km obale. Politički bi se odmah moglo pristupiti dopuštanju Dubrovčanima da proglase nezavisnost, uz djelomični otkaz gostoprimstva došljacima iz ustaških krajeva – Imotskoga, Livna, Duvna, itd.
Osvajanje obale od strane Muslimana Europu će dignuti na noge jer će se ona tome suprotstaviti. Protiv sebe imat će, naravno, bogati arapski kapital i SAD. Bila bi to izvanredna situacija za Srbe. Tada bismo pokrenuli svoje povijesno pravo na Jadran, pozivom na srednjovjekovne srpske države u Dalmaciji.'
Krajem lipnja 1993. David Owen i Thorvald Stoltenberg obećavaju Izetbegoviću da će 'voditi njegovu bitku i proširiti muslimansko područje od Save do mora' (David Owen, Balkanska odiseja, str. 235.). Beograd je bio odlučan 'pomoći' muslimanima u njihovim nastojanjima da unište i vežu snage Hrvatske vojske i HVO-a. Vojska bosanskih Srba pokreće operacije niskog intenziteta na bojištima oko Grahova, Glamoča i Kupresa, a tzv.'Srpska Vojska Krajine' operacije oko Maslenice, Gospića, Drniša i Sinja.
Glavni Štab 'Srpske Vojske Krajine' ohrabren muslimanskom ofenzivom odlučio je poduzeti veću operaciju u području Gospića s ciljem daljnjeg komadanja Hrvatske. Plan je podrazumijevao više manjih operacija u kojima bi se južno od Gospića okupirala sela Rizvanuša i Brušane te ovladalo prijevojem Baške Oštarije koje se nalaze na Velebitu između Gospića i Karlobaga.
Tako bi srpska vojska presjekla Hrvatsku kod Karlobaga, najzapadnijeg grada na imaginarnoj granici velike Srbije. Taj zadatak tzv. Glavni štab 'SVK' povjerio je 'komandantu' 9. mtbr (motorizirane brigade) pukovniku Jovi Kordiću stacioniranom u Gračacu. Nakon obilaska terena on je napravio plan napada i nasilnog izviđanja u tri pravca prema hrvatskim snagama koji je trebao početi 9.9. 1993. u 8 sati.

### Priprema
Velikobošnjačka nakana vojnog prodora prema Jadranu postojala je prije rata. Raščlambe iz budućnosti prošlih događaja pokazale da je sve vodilo tome. Kad je HVO ušao u Stolac sredinom lipnja 1992. godine, Muslimani su odbili sudjelovati u tome, nego su tražili su osnivanje muslimanske brigade ABiH „Bregava“ i na silu pokušavali od Hrvata preuzeti nadzor nad Stocem. Dio muslimana interesno je promijenio zastave. Ljeta 1992. godine u Metkoviću bila je smotra na kojoj su bili stolački HOS-ovci muslimani, odjeveni u crne odore novom poglavniku pozdravljajući ga „starim hrvatskim pozdravom“ „Za dom spremni“, „Bog i Hrvati“, Alah i Muslimani“. Tek nekoliko mjeseci isti muslimani bili su suradnici srpske vojske u vrijeme okupacije.
Od početka 1993. postojali su planovi muslimanskog vodstva o vojnom zauzimanju Stoca i plan napada na hrvatske snage u dolini Neretve koji su aktivirani 14. travnja 1993. operacijama u kojima je sudjelovalo oko 13.000 muslimanskih vojnika. Za dva tjedna brojčano nadmoćna ABiH, izdajom nepripremljenih hrvatskih saveznika, uspjela je skoro sasvim ovladati Konjicom i Jablanicom. Iz središnje Bosne, gdje su Muslimani (ABiH) bili nadmoćni, prelili su se preko Konjica i Jablanice do Mostara, a prijetnje su stizale i iz muslimanskih uporišta u Stocu i Čapljini. ABiH je podigla sve postrojbe u stanje pune borbene gotovosti te pozivala Muslimane u HVO-u neka im se pridruže. Samovoljno je 42. brdskom brigadom ABiH stigla na plato Gubavice i ušla u zonu odgovornosti čapljinske Prve brigade HVO, radi okupiranja Stoca. U ABiH su računali da će Muslimani u postrojbama HVO izdati Hrvate. Izdana je zapovijed kojima su 17. travnja 1993. naredili uvezivanje s Muslimanima u HVO-u te odredili da muslimansko ljudstvo iz HVO-a Čapljina ima zadaću zauzeti selo Tasovčiće i most u Čapljini. Slijedile su Borbe za Dubravsku visoravan.
Priprema akcije je bila početkom srpnja 1993., kad se južni dio općine Novog Travnika našao u potpunom okruženju snaga Armije BiH.
13. srpnja su pobunjeni Srbi tukli područje Masleničkog mosta. Na prilazima Mostaru i u srednjoj Bosni bile su teške hrvatsko-muslimanske borbe. Britanski premijer Douglas Hurd predložio je razmatranje uvođenja sankcija Hrvatskoj. 16. srpnja tzv. ARBIH zauzela je na prijevaru Fojnicu, koja je trebala biti sanitarna zona. 17. srpnja Izetbegović nije došao na sastanak u Ženevi, dok su došli Tuđman i Milošević. 19. srpnja su ministri europske Dvanaestorice zamjerali Hrvatskoj "umiješanost u podjelu BiH" i provođenje "etničkog čišćenja u Mostaru". 26. srpnja tzv. ARBIH zauzela je Bugojno. 28. srpnja muslimanske postrojbe počinile su pokolj u Doljanima. 30. srpnja u Ženevi je postignut dogovor između Tuđmana, Bobana, Miloševića i Karadžića o Savezu Republika BiH. 
20. kolovoza podnesen je u Ženevi prijedlog o BiH prema planu Owena i Stoltenberga, te ustavno rješenje o budućoj Unji republika BiH. 28. kolovoza proglašena je Hrvatska Republika Herceg-Bosna. 
1. rujna u Ženevi, uz više teritorijalnih zahtjeva prema Srbima, Izetbegović i dalje traži izlaz na more u Neumu, što Boban kategorički odbija. Muslimanska vojska – Armija BiH ne prestaje s napadima na Hrvatima nastanjene prostore Bosne i Hercegovine iako njezini zapovjednici izjavljuju da žele razgovarati o prekidu vatre. 2. rujna  – Ne muslimanskom izlazu na more kod Neuma, jednoglasno odlučilo Vijeće obrane i nacionalne sigurnosti pod predsjedanjem dr. Tuđmana u Zagrebu. Prekinuti su pregovori o BiH u Ženevi. 3. rujna je muslimanska vojska u Mostaru, ničim izazvana, iz minobacača ubila četvero, a ranila 19 ljudi, među kojima sedmero djece. 5. rujna pri dovlačenju boraca i izvlačenju ranjenika muslimanskoj vojsci kod Mačkovca pomagali i pripadnici UNPROFOR-a, priopćio Glavni stožer HVO-a iz Mostara.

## Akcija
Početak akcije bio je 4. rujna 1993. godine. Muslimansko-bošnjačke snage poduzele su ju na prostoru Hercegovine i južnog dijela središnje Bosne protiv Hrvata koje je branilo Hrvatsko vijeće obrane (HVO). Osnovni cilj operacije bio je osvojiti područja Makljena i grada Prozora i zatim područja sela Vrdi, čijim bi osvajanjem u vrlo nepovoljan položaj došao zapadni dio Mostara koji je nadzirao HVO. Ispunjenjem tog cilja u prvoj fazi muslimansko-bošnjačkim snagama bi omogućilo nesmetanu prometnu povezanost vlastitih snaga 4., 6. i 3. korpusa te cjelovit nadzor na hidroenergetskim sustavima u dolini rijeke Neretve. To bi omogućilo napredovanje prema strateškim područjima s kojih je moguć nadzor nad dijelovima zapadne Hercegovine. Sekundarni učinak uspješno sprovođenje operacije Neretva '93 značilo bi potpuno osamljivanje enklava HVO-a u središnjoj Bosni koje licemjerna međunarodna zajednica nikad nije niti razmatrala proglasiti sigurnom oazom (safe heaven) i na kraju konačan kraj otpora snaga HVO-a u njima. Potpunim opkoljivanjem enklava Hrvata u srednjoj Bosni, podijeljenih na manje dijelove u prethodnoj fazi, stvoriti preduvjete za lakše pojedinačno likvidiranje te tako etnički očistiti iz srednje Bosne i sjeverne Hercegovine te osigurati prostor za smještaj bošnjačkih izbjeglica koje su Srbi protjerali s drugih područja. Ovime bi se ostvarila potpuna politička kontrola nad spomenutim područjem što bi poslužilo kao argument za reviziju Vance-Owenova plana ili budućih planova na MKBJ u Ženevi. Plan i strategija djelovanja Armije BiH mogla je biti razrađena samo u Glavnom stožeru Armije BiH pod rukovodstvom njegova načelnika, Sefera Halilovića, u Sarajevu, a kasnije i u Zenici, u zapovjedništvu 3. korpusa ARBiH. Izbijanjem totalnog bošnjačko-hrvatskog rata, zacrtan je i posljednji cilj, preko Bugojna i Mostara prodrijeti dolinom Neretve prema Neumu te Pločama u Hrvatskoj, da bi isključivo bošnjačka država BiH dobila izlaz na Jadransko more i luku na Jadranskom moru.
Dana 5. rujna pri dovlačenju boraca i izvlačenju ranjenika muslimanskoj vojsci kod Mačkovca pomagali i pripadnici UNPROFOR-a, priopćio Glavni stožer HVO-a iz Mostara. Dana 6. rujna UNPROFOR se na zadarskom bijištu razmješta uz četničke položaje kako bi ih zaštitio od eventualnih hrvatskih odgovora na sve češću pucnjavu iz topova i minobacača, priopćeno novinarima iz HV u Zadru. 7. rujna U Pismu glavnom tajniku UN Boutrosu Ghaliju predsjednik HR Herceg-Bosne Mate Boban i predsjednik Zastupničkog doma Perica Jurić upozoravaju ga na nastavak muslimanske agresije i hipokriziju muslimanskog političkog vodstva koje se opredijelilo za politiku rata.
Dana 9. rujna Hrvatska je oslobodila u akciji Medački džep trisela. Pobunjeni hrvatski Srbi napadaju na svim frontama: Gospić pretrpio nova velika razaranja, u Zadru jedna osoba poginula, a četiri ranjene, na središte Karlovca palo deset projektila, u Dugoj Resi poginuo civil, u Otočcu poginula jedna osoba a šest ih je ranjeno, u Ogulinu ranjene tri žene, kod Skradina ranjena dva mladića.
Pripadnici Armije BiH su u Grabovici, selu na krajnjem sjeveru mostarske općine, brutalno poubijali i izmasakrirali najmanje 32 tamošnjih Hrvata, sve civila. Samo selo je pod kontrolom muslimanskih snaga još od svibnja ove godine pa zločin ovih razmjera i brutalnošću u potpunosti začuđuje. U Sarajevu je tog tjedna od strane Armije BiH pretučeno i pritvoreno, bez ikakvog razloga, sedam pripadnika HVO-a, obavijestio predsjednik HVO-a Sarajeva Slavko Zelić.
Dana 10. rujna Hrvatska vojska kod Gospić oslobodila područje oko Divosela, Čitluka i Počitelja, a pobunjeni hrvatski Srbi u bijesu raketiraju i granatiraju hrvatske gradove: Karlovac, Dugu Resu, Ogulin, Gospić, Zadar, Skradin, Sinj... U napadu pobunjenih hrvatskih Srba na Karlovac poginulo pet civila, među kojima i jedna trudnica, a 20 osoba ranjeno. U selu Vrbica nedaleko Zavidovića pripadnici Armije BiH brutalno su ubili 6 tamošnjih Hrvata.
Dana 11. rujna Pobunjeni hrvatski Srbi i dalje ne miruju: tenkovski napad na Zadar; pogođena tvornica "Jamnica", a gađana je preko UNPROFOR-a, čije su cijevi uperene prema nama, govore pripadnici Hrvatske vojske u Jamnici. Raketiran je Karlovac (8 poginulih) i Lučko. 12. rujna Nastavljeni žestoki napadi na civilne ciljeve u hrvatskim gradovima: raketirana i prigradska mjesta Zagreba, Jastrebarsko (tri) i Samobor (četiri rakete tipa "orkan"), ranjeno šestero civila, zatim Ivanić-Grad i Kutina. Ovaj je dan i službeni nadnevak početka operacije Neretva 93 po muslimanskim dokumentima. Od ovog dana zbog raketnog napada na Zagreb zrakoplovi stranih aviokompanija nisu slijetali u zagrebačku zračnu luku.
Dana 13. rujna Njemačka i Francuska poslat će stručnjake kako bi istražili mogućnosti gradnje luke u Jadranskom moru za Muslimane, rekao u Bonnu njemački ministar vanjskih poslova Klaus Kinkel.
Dana 14. rujna pripadnici muslimanske Armije BiH počinili su u ramskom selu Uzdolu nedaleko Prozora stravičan zločin nad tamošnjim mještanima – mučki su napali selo i izmasakrirali 41 Hrvata. Predsjednici dr. Tuđman i Izetbegović dogovorili u Ženevi da se sporna pitanja muslimanskog pristupa moru i njeg razgraničenja u BiH prepuste stručnjacima. Također su potpisali sporazum o prekidu neprijateljstva, puštanju a slobodu svih zatočenika i slobodnom prolazu humanitarnih konvoja. VS UN je tražio da se HV povuče na položaje koje je držala o okolici Gospića prije 9. rujna. Hrvatska prihvatila prijedlog generala Jeana Cota za prekid vatre u Hrvatskoj pod uvjetom da UNPROFOR preuzme isključivo kontrolu nad tri sela zauzeta od Hrvatske vojske 9. rujna. 16. rujna – potpisan je Sporazum Izetbegović – Krajišnik opo kojem nakon teritorijalnog razgraničenja poslije ddvije godine srpska jedinica u BiH može referendumom odlučiti o izlasku iz BiH, a u slučaju raspada Bih muslimanska jedinica zadržava prava BiH kao međunarodnog subjekta.
Na hercegovačkom bojištu muslimanske snage su zauzele prostor od Doljana skoro do Blidinja, Grabovica, dijelove Bijelog Polja, te upali na dio brda Huma u Mostaru kroz Rodoč i Koloniju, otkamo su brzo istjerani. Ciljano selo Vrde nisu osvojili zato što je seoska obrana bila spremna. Dio terena muslimansko-bošnjačke snage nisu osvojile borbom, nego su ušetali u nebranjeni prostor. Kad su se suočili s hrvatskim otporom, bili su prisiljeni uzmaknuti zbog odlučna otpora hrvatskih snaga i nemogućnosti logističkog i borbenog držanja tog prostora. 20. rujna 1993. načelno je dogovoreno da se nastavljaju ženevski mirovni pregovori. U muslimansko-bošnjačkom vodstvu postojale su dvije struje, istih ciljeva, ali drugačijih metoda. Jedni su bili za zauzimanje prostora mirnim putem (Šefko Omerbašić), računajući da će dobiti sve na pregovorima uključući i Neum, Ališpago je bio je vojno rješenje služeći se i pobunjenim hrvatskim Srbima. 20. rujna su pregovarali na britanskom nosaču zrakoplov na Invisible, predsjednici Tuđman, Izetbegović (tako ga je priznavala međunarodna zajednica, legitimno nije bio jer su se morali rotirati predstavnici ostalih dvaju naroda na tom mjestu), Milošević i Bulatović. Istovremeno su snage ARBiH kojima su zapovijedali Delić, Gušić i Ališpago nisu stale s djelovanjima, nego su bile u osvajačkom naletu po Hercegovini i Srednjoj Bosni. Izetbegović je za muslimansku jedinicu tražio izlaz na more u području Neuma. 21. rujna je muslimanski čelnik Izetbegović poziva zagrebačkog muftiju Šefka Omerbašića i zatražio da Ališpago naredi zaustavljanje operacije. Ne zna se zašto je Izetbegović opet pokrenuo usporedni zapovijedni sustav. Nije znano ni kako ni zašto je Omerbašić dobio pravo miješati se u vojne poslove. Izetbegović nije pozvao zapovjedništvo 6. korpusa kao nadređenu, nego svog čovjeka iz usporedno sustava zapovijedanja Ališpagu. Razgovor su presrele hrvatske obavještajne službe i poslije je izašao u BHdanima. Zulfikar Ališpago bio je vrlo militantan i zastupao je da će biti muslimansko samo ono gdje mu vojska zauzme. Htio je da Herceg-Bosna kapitulira i namjeravao je iskoristiti pobunjene Srbe. Prema mišljenju Muhameda Borogovca, Izetbegović je uvijek druge slao da obave prljavi posao, a krivio ga je za "izdaju". Borogovac je bio nerealnih procjena stanja u HVO, govoreći da je truo; branio je Ališpagu i tvrdio da nije počinio ratne zločine premda je Ališpago psovao i govorio da bi zapalio Zagreb; HVO je nazivao četničkim saveznikom u podjeli Bosne. Odabir Omerbašića da zaustavi ofenzivu ARBIH, iako je mogao sam učiniti, objašnjava primjerom kad je Izetbegović poslao Šaćirbegovića u Ženevu da prizna RS na 49% BiH, čime joj je dao papire i omogućio da svijet zahtijeva da Dudaković stane pa je "naivni narod psovao Šaćirbegovića za tu izdaju, dok je pravi krivac, Alija ostao čist u očima politički neukog naroda". Realnost je bila slom muslimanske ofenzive Neretve 93, zbog čega je netko drugi trebao ispasti "krivac" u akciji koja je bila balon od sapunice i koja je prijetila urušavanjem izdajom postignutih teritorijalnih dobitaka, dok je u slučaju Šaćirbegovića krivnju za podjelu BiH, odricanje od pola države i cementiranje srpskih osvajanja trebalo svaliti na drugoga.
Kao pravi kraj operacije Neretva '93. može se uzeti prisiljavanje muslimansko-bošnjačkog vodstva na potpisivanje Washingtonskog sporazuma 18. ožujka 1994. godine.

## Vanjske poveznice
- Ratni dokumenti  Arhivirana inačica izvorne stranice od 13. prosinca 2017. (Wayback Machine)
- Kamenjar.com U dolini Neretve ’93. je zaustavljen san o Islamskoj državi, Bošnjaci danas prisvajaju hrvatske pobjede
- Hercegovina.info 20.obljetnica sloma operacije 'Neretva 93' i pogibije hrvatskih branitelja na Vrdima